# Matt Grace
Matthew Aaron Grace (né le 14 décembre 1988 à Torrance, Californie, États-Unis) est un lanceur de relève gaucher qui a évolué dans la Ligue majeure de baseball pour les Nationals de Washington et les Diamondbacks de l'Arizona entre 2015 et 2020.

## Carrière
Joueur des Bruins de l'université de Californie à Los Angeles, Matt Grace est repêché par les Nationals de Washington au 8e tour de sélection en 2010.
Il fait ses débuts dans le baseball majeur comme lanceur de relève pour Washington le 22 avril 2015 face aux Cardinals de Saint-Louis. Sa moyenne de points mérités s'élève à 4,24 en 17 manches lancées lors de 26 matchs joués pour Washington en 2015.